# Albaching
Albaching é um município da Alemanha, situado no distrito de Rosenheim, no estado da Baviera. Tem 18,15 km² de área, e sua população em 2019 foi estimada em 1.759 habitantes.